# Propappus glandulosus
Propappus glandulosus är en ringmaskart som beskrevs av Wilhelm Michaelsen 1905. Propappus glandulosus ingår i släktet Propappus och familjen svärdmaskar. Inga underarter finns listade i Catalogue of Life.